# Ravkikkert (redskab)
En ravkikkert er en fiktiv opfindelse i Philip Pullmans trilogi om Det gyldne kompas. Kikkerten er et lille teleskop lavet af Mary Malone og mulefaerne. Kikkerten er faktisk ikke lavet af rav, men af plantesafts-lak, men det har samme gule farve. Ved at se gennem kikkerten kan man se "Støv" som glimterende gyldne partikler. Det var faktisk ikke Mary Malones hensigt at lave kikkerten, men startede med et spejl til at fange "Skygger" ("Støv") og for at hjælpe mulefaerne med at redde deres hjul-kapsel-træer fra at dø. Med nogle forsøg, opdagede hun, at kun 2 stykker af linsen med en håndsbredde fra hinanden, overlakeret med et lag olie fra frøbælgene fra mulefaernes træer, kan man se gennem linsen og se "Skygger" eller "Støv". Mulefaerne lavede et rør af bambus til at holde pladerne fra hinanden i hver ende. Med kikkerten opdagede Malone at træerne dør, fordi "Støvet" strømmer væk fra træernes blomster i stedet ind i dem, som de altid har gjort og dette skyldes mulefaernes brug af træerne tre hundrede år før trilogien finder sted. 
Ravkikkerten er det ene af de tre objekter i Det gyldne kompas, der ikke har brug for "negativ kapacitet" for at virke, da man kun skal kunne se "Støv" igennem det. Men Mary opdagede, at hvis man ser gennem kikkerten og bruger den negavtive kapacitet, vil ens bevidsthed falde i med strømmen af "Støv" og flyde væk fra kroppen. 